# 1741年イギリス総選挙
1741年イギリス総選挙（英語: British general election, 1741）は、第9期グレートブリテン議会の庶民院議員を選出するために行われた選挙。

## 選挙の形勢
グレートブリテン議会は1707年にイングランド議会とスコットランド議会が合同したときに成立した。
選挙戦が戦われた選挙区では与党ホイッグ党への支持率が上昇したが、プリンス・オブ・ウェールズの影響力により腐敗選挙区や懐中選挙区の一部では与党が議席を失った。その結果、与党と野党の議席差が縮まり、与党は多数をわずかに保っただけに留まった。
そして、選挙の結果と対スペイン戦争における海戦の敗北により政治危機が生じ、補欠選挙の不正をめぐる内閣不信任決議が可決され、首相ロバート・ウォルポールは1742年2月11日に辞任を余儀なくされた。その後、ウォルポールの支持者は愛国ホイッグ党と部分的に和解して、新政府が成立した。トーリー党は入閣への道を断たれたままとなった。

## 区割り
グレートブリテン議会が存在した全期間を通して、区割りが変更されることはなかった。

## 選挙の日付
総選挙は1741年4月30日から6月11日まで行われた。この時代の選挙は全ての選挙区で同時に行われず、各バラや郡でバラバラに行われた（ハスティングも参照）。